# 利奥波德区

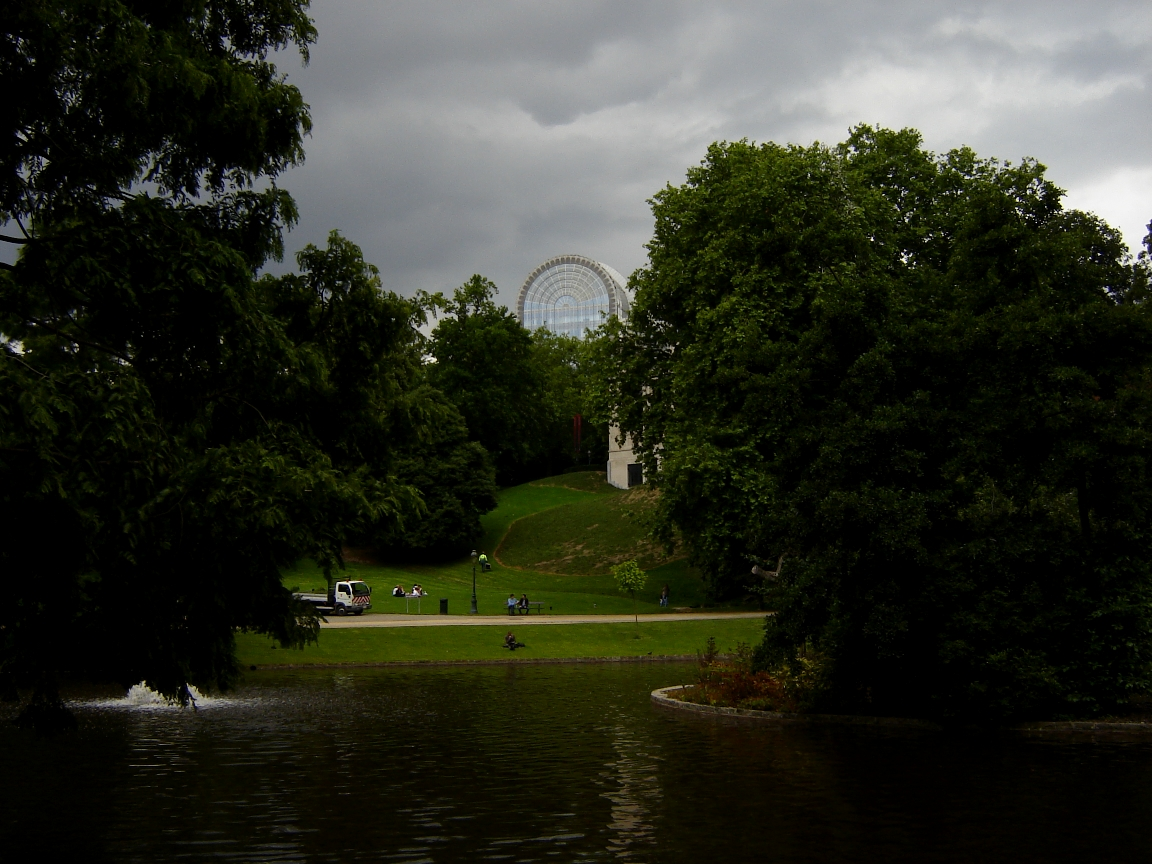
利奥波德公园是该区的主要特色，保留了部分建筑遗产。利奥波德空间的保罗-亨利·斯巴克大厦，现在是欧洲议会的所在地

利奥波德区（法語：Quartier Léopold）是比利时布鲁塞尔的一个区。今天，这个词有时与“欧洲区”混用，因为该区已经由欧盟的机构和相关组织主导，尽管这两个词实际上并不一样。利奥波德区是一个较小的更具体的地区。利奥波德区传统上是指直接位于内环路以南的区域，介于那慕尔门（Porte de Namur）与鲁汶门（Porte de Louvain）之间。今天，它大致位于环路和利奥波德公园之间，以及约瑟夫二世街（Rue Joseph II/Jozef II Straat）与王座街（Rue du Trone/Troonstraat）之间。
该区创建于1837年，以比利时国王利奥波德一世命名，涵盖的范围包括布鲁塞尔首都大区市镇布鲁塞尔城、埃特贝克、伊克塞勒和圣约斯特滕诺德。
该区最初是在1830年代和1840年代，比利时独立之后不久设计和建造的，是新建国的比利时首都的精英们的享有盛誉的住宅区。此后这里长期是首都最享有盛誉的的居住地址，直到20世纪初，这里的许多居民开始搬迁到布鲁塞尔新发展的郊区。 从那时开始，但直到1950年代之后才迅速加速，它越来越成为一个商业/机构领域，今天以欧洲联盟的设施为主。
该区包含欧洲议会大厦（利奧波德大樓）和其他欧洲联盟办公室。它也是布鲁塞尔的一个主要金融区。布鲁塞尔-卢森堡火车站在进行重大重建之前，曾经称为利奥波德区车站。

## 历史

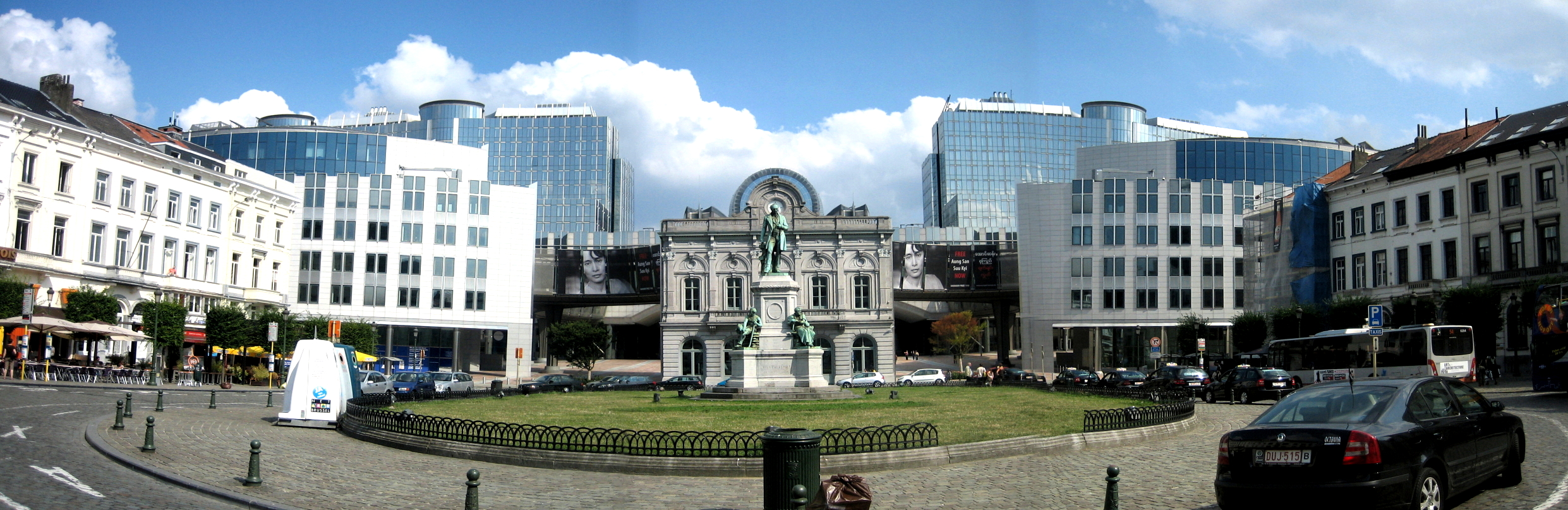
卢森堡广场，利奥波德区老车站建筑的残余，后面是欧洲议会。卢森堡广场保留了利奥波德区一些比较传统的建筑元素，而议会建筑群主导着这块现在主要是机构的区域

直到19世纪，布鲁塞尔城墙以南的地区基本上还是农村。在奥地利统治的最后几年，计划在城墙之外的这个地区建造一个新的住宅区，即后来的利奥波德区。在拿破仑战争中，城墙被拆除后，规划将此前由城墙占据的区域改建为一条大道，即今天的布鲁塞尔内环路。1830年比利时独立，比利时上层阶级的新成员希望在首都建立一个新的著名住宅区。1838年，由蒂尔曼-弗朗索瓦·苏斯制定了该区的官方规划。该区布置了传统的网格路网。利奥波德区发展迅速，到1847年已经有500名居民。到1853年，人口已经达到3212人，其中大部分是乡绅及家庭佣工，其他典型居民包括公务员、军官、自由职业者、使馆工作人员和外国公司代表。 
1854年至55年间，在卢森堡街尽头建造了利奥波德区火车站，以及一个大型广场。该站今天名为布鲁塞尔-卢森堡火车站，而广场仍然称为卢森堡广场。它们未被纳入苏斯的最初计划，因为铁路是1830年代在比利时的一个新发展项目。该车站和铁路由古斯塔夫·圣特诺伊设计，成为该区地理的一个决定性特征。在那些日子里，该地区的边缘是由马勒贝克河谷确定的，但在1850年，规划架起一座桥，跨越河谷，连接法律街（Rue de la Loi）与林瑟特高原上的新阅兵场（今五十周年纪念公园）。
自中世纪以来，埃赫福德（Eggevoorde）庄园一直主导着马勒贝克山谷，但在这中间的几个世纪里，部分庄园已经被出售。在1851年，部分庄园被卖给动物和园艺学会，该区域成为今天的利奥波德公园。这个公园原本是科学和休闲活动的家园，开辟有园艺花园、动物园，以及社区大厅、阅览室和咖啡馆餐厅。然而，动物园管理不善，管理公司于1876年破产。另一方面，让·林登管理园艺花园相当成功，是一个商业和科学的成功故事，直到1898年出售。布鲁塞尔买下了古老的动物园，并将其改造成一个公共休闲公园，最终成为自然史博物馆。1884年，布魯塞爾自由大學 (法語區)教授欧内斯特·索尔维和保罗·埃热（Paul Héger）开始在公园内兴建大学校园。该大学的几个新学院都在公园内创建，一直坚持到今天。包括索尔维社会学研究所的原址。 
该区的人口在1900年左右达到顶峰。到 1930年，人口下降了30%。铁路通车，然后是汽车保有量的上升, 让富有的居民住在离城市更远的地方, 住在比较宽敞的郊区。该地区日益过时的豪宅，一般是设计供使用仆人的家庭使用，维持起来越来越困难。 房地产开发商于1920年代开始，在1930年代增加，在该地区建造公寓，其建筑特征开始逐渐改变。刚开始的时候，企业开始购买闲置的豪宅，改造后使用。然后在第二次世界大战后，几家保险公司开始了拆除19世纪豪宅和联排别墅，建造新的现代化办公大楼的潮流。由于1958年布鲁塞尔世界博览会，内环路道路基础设施改善，由于地处布鲁塞尔的行政中心和较远的居住郊区之间，使得该区变得更加吸引公司。随着经济的增长，以及1950年代末欧洲机构的到来，该区成为房地产开发商为机构和企业建造办公空间的主要目标。布鲁塞尔没有发展规划，也没有执行现有的法律限制，因此大多数剩余居民在这段时间内离开，因为它已经从一个以前安静的居民区完全转变为一个拥堵的交通和商业中心 。  

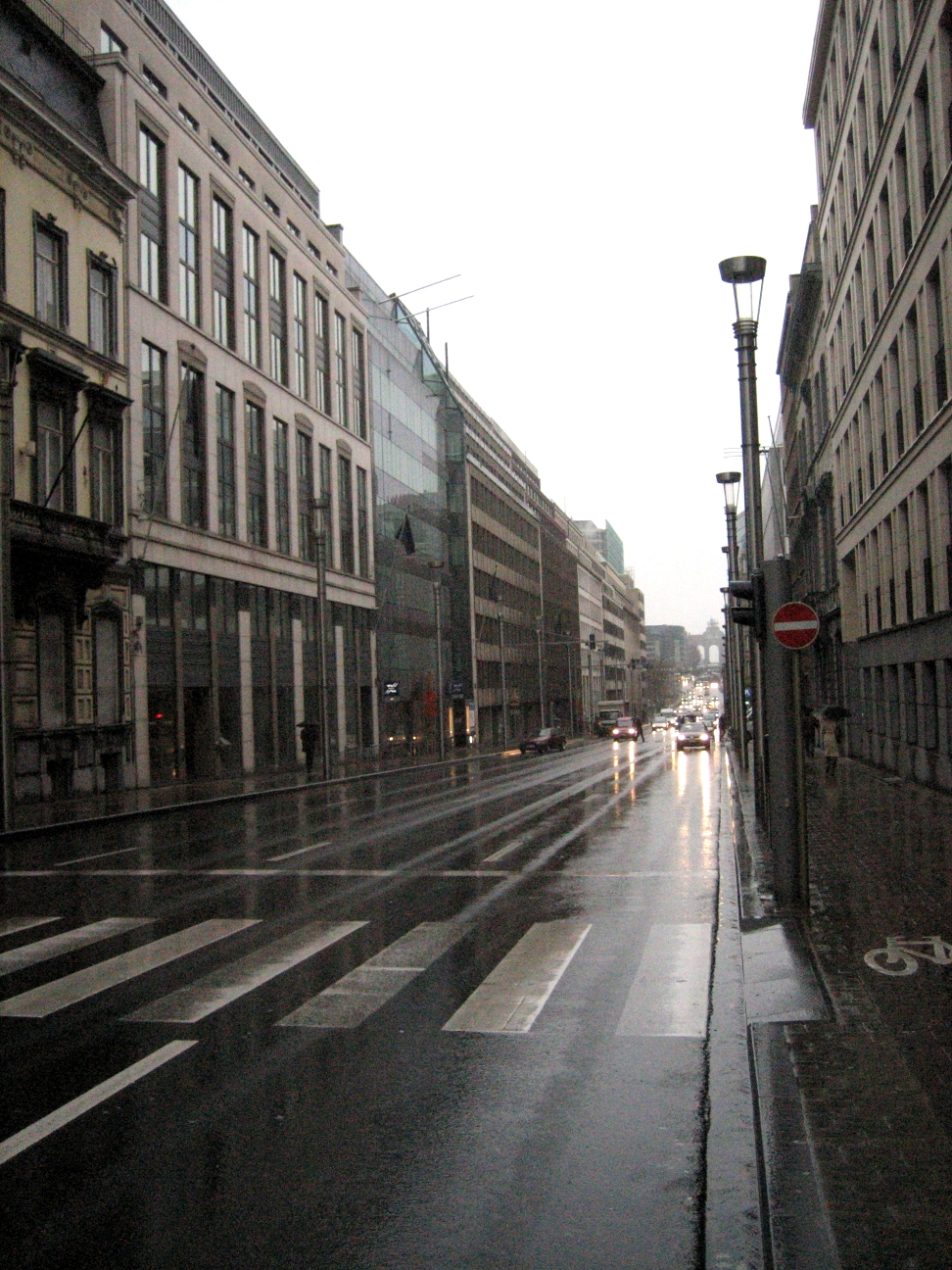
过去50年里，该区已被办公楼主宰

1987年 老利奥波德啤酒馆被拆除，准备修建利奥波德大楼。经过政治和法律上的争吵，不断拖延，最后结论是作为欧洲议会的非正式驻地。然而, 由于布鲁塞尔希望保留欧洲的所有官方机构，还是为建造一个适当的设施编列了经费。大型设施的建设再次改变了该区的面貌，将利奥波德区火车站的地面铁轨置于地下，并将其更名为布鲁塞尔-卢森堡车站。